# Lijst van voetbalinterlands Chili - Mexico (vrouwen)
Deze lijst van voetbalinterlands is een overzicht van alle officiële voetbalinterlands tussen de nationale vrouwenteams van Chili en Mexico. De landen hebben tot nu toe zeven keer tegen elkaar gespeeld.

## Wedstrijden
| № | Plaats       | Datum            | Competitie                                     | Wedstrijd      | Uitslag |
| - | ------------ | ---------------- | ---------------------------------------------- | -------------- | ------- |
| 1 | Jasso        | 11 november 2009 | Vriendschappelijk                              | Mexico − Chili | 3 − 0   |
| 2 | Jasso        | 13 november 2009 | Vriendschappelijk                              | Mexico − Chili | 2 − 0   |
| 3 | São Paulo    | 16 december 2009 | International Women's Football Tournament 2009 | Chili − Mexico | 0 − 6   |
| 4 | Guadalajara  | 18 oktober 2011  | Pan-Amerikaanse Spelen 2011                    | Mexico − Chili | 0 − 0   |
| 5 | Mexico-Stad  | 10 oktober 2022  | Vriendschappelijk                              | Mexico − Chili | 1 − 1   |
| 6 | Viña del Mar | 26 oktober 2023  | Pan-Amerikaanse Spelen 2023                    | Chili − Mexico | 1 − 3   |
| 7 | Valparaíso   | 3 november 2023  | Pan-Amerikaanse Spelen 2023                    | Mexico − Chili | 1 − 0   |

## Samenvatting
| Competitie                                | Totaal gespeeld | Winst Chili | Gelijk | Winst Mexico | Doelsaldo Chili – Mexico |
| ----------------------------------------- | --------------- | ----------- | ------ | ------------ | ------------------------ |
| Pan-Amerikaanse Spelen                    | 3               | 0           | 1      | 2            | 1 − 4                    |
| International Women's Football Tournament | 1               | 0           | 0      | 1            | 0 − 6                    |
| Vriendschappelijk                         | 3               | 0           | 1      | 2            | 1 − 6                    |
| Totaal                                    | 7               | 0           | 2      | 5            | 2 − 16                   |